# Piattiho dům
Piattiho dům je měšťanský dům v Bratislavě v Starém Městě na Medené ulici č. 2 se popisného číslem 90. Kulturní památkou byl prohlášen 22. prosince 1980.
Dům vznikl v roce 1860, změny pocházejí z roku 1883 a druhé poloviny 20. století. Má tři podlaží, podkroví a sklep. Převládající sloh je novorenesanční. Autorem projektu je Feigler Ignác mladší.